# Едуард Стария
Едуард Стари (Стария) (прибл. 874 – 17 юли 924) е бил крал на англо-саксонците от 899 до смъртта си. Той е най-големият син на Алфред Велики и неговата съпруга Елслийт. Когато Едуард се възкачва на престола, той трябвало да победи съперника си – своя братовчед Етеллорд, който също претендирал за престола като син на по-голям брат и предшественик на Алферед, Етелред.
Алфред наследява престола на Етелред като крал на Уесекс през 871 и почти бива победен от датските викинги, до решаваща победа в битката за Едингтон през 878 г. След битката, викингите все още владеят Нортъмбрия, Източна Англия и Източна Мърсия, оставяйки под англо-саксонски контрол само Уесекс и Западна Мърсия. В началото на 880 година Етелред, господар на мерсите, владетел на Западна Мърсия, приема покровителството на Алфред и се жени за дъщеря му Етелфлеад. Около 886 г. Алфред приема новата титла: крал на англо-саксонците, подчертавайки че е владетел, който не подлежи на датското владичество.
През 910 г. Мерсииска и Западно-саксонската армия нанася огромно поражение на вражеската армия на Нортъмбрия, премахвайки заплахата от север. През 10те години на 900 година, Едуард покорява викингите, в партньорство със сестра си Етелфлеад, която става Дама на мерсите след смъртта на съпруга си през 911. Историци твърдят, че Мерсия доминирала над Уесекс в рамките на този период, и след смъртта на Етелфлеад през юни 918, дъщеря ѝ Елфлин, за кратко станала втората Дама на мерсиите, но през декември Едуард я завежда в Уесекс  и обявява директно царуване над Мерсия. До края на 920 той управлява Уесекс, Мерсия и Източна Англия, като само Нортъмбрия остава под властта на викингите. През 924 година, той се сблъсква с Мерсииско и Уелско въстание в Честър, а след като го потушава той умира в село Фарндон в Чешър на 17 юли 924. Той е наследен от най-големия си син Етелстан.
Едуард е бил обожаван от средновековните летописци, а според Уилям от Малмесбъри, той „силно отстъпва на баща си в подбирането на думи“ но „е несравнимо по-славен със силата си.“ Той е в голяма степен игнориран от съвременните историци до 1990-те години, а Ник Хайъм го описва като: „може би най-пренебрегвания от английските крале“, отчасти поради факта, че много малко от първичните източници за царуването му са оцелели. Популярността му се увеличава в края на ХХ век и сега той е възприеман като унищожителя на викингската сила в южна Англия, докато в същото време полага основите на юго-ориентираното обединено Английско кралство.

## Предистория
Мерсия е доминиращо кралство в южна Англия през осми век и е запазила позициите си, докато той не понася поражение от Уесекс в битката за Еландън през 825 година. След това двете царства стават съюзници, което става важен фактор в английската съпротива към нападенията на викингите. През 865 датски викинги Голяма езическа армия пристига в Източна Англия и е използвала това като отправна точка за пробив. Жителите на Южна Англия били принудени да плащат на викингите, които завземат Нортъмбриа през следващата година. Те назначават марионетка крал през 867 г., а след това се преместват към Мерсия, където те са прекарали зимата 867 – 868. Крал Бергред от Мерсия, присъединен от крал Етелред от Уесекс и от брат си, бъдещия крал Алфред, предприема комбинирана атака на викингите, които са се отказали от участие и в крайна сметка войски на Мерсия донася с тях мир. През следващата година датчаните покоряват Източна Англия, и в 874 година те гонят цар Бергрейд и с тяхната подкрепа, Кеоллълф се превръща в най-новия крал на Мерсия. През 877 викингите разделят Мерсия, като източните райони оставят за себе си и отдават на Кеоллълф поддържането на западните. В началото 878 те нахлуват в Уесекс и много от западните саксонците се предават на тях. Алфред, който е крал по това време се привикан до далечна база на Остров Ателней в Съмърсет, но ситуацията се трансформира, когато той спечели силна победа в битката за Единфтон. По този начин той успя да попречи на викингите от Уесекс, да завземат и Западна Мерсия, въпреки че те все още обитават Нортъмбрия, Източна Англия и Източна Мерсия.

## Детство
Родителите на Едуард, Алфред и Елслийт, се женят през 868. Нейният баща е Етелред Мусел, а майка и, Еадбър, част от кралското семейство на Мерсиа. Алфред и Еадбър са имали пет деца, преживели детството си. Най-голямата
е Етелфлеад, която се омъжва за Етелред, лорд на Мерсия и управлява като Дама на мерсийките войски след смъртта му. Едуард бил следващия, а след него втората дъщеря, Етелгиф. Третата дъщеря, Елфхрут, се жени за Балдуин, граф на Фландрия, а на най-малкия му син, Етелеард, е предоставено научното образование, включително изучаването на латински. Това обикновено предполага, че той е бил предназначен за църковна дейност, но е малко вероятно, тъй като по-късно е имал синове. Има и неизвестен брой деца, които са умрели млади.